# Баканай
Баканай — территория (деревня) в Иркутском районе Иркутской области России. Входит в состав села Никольск Никольского муниципального образования.

## Происхождение названия
Существует легенда, что название дал проживавший в деревне Сосновый Бор японец Ямако Кунио. Побывав в Баканае, он был воодушевлён умственными способностями содержавшихся в стационаре больных шизофренией и назвал это место な宣 (бака най) — дураков нет. Однако, данная легенда ничем не подтверждается и, скорее всего, является вымыслом. По словам одной из сотрудниц местной психиатрической больницы, в этих местах проживало довольно много японцев, и название может происходить от японского 美しい夕日 — красивый закат. Однако, эта версия также маловероятна. Скорей всего, этот топоним по происхождению бурятский, так как буряты ранее были коренным населением этой местности.

## Социальная сфера
В деревне расположен участок Иркутской областной психиатрической больницы «Сосновый бор», основное отделение которой расположено в деревне Сосновый Бор. На территории Баканая находится одноэтажный барак с тремя общими палатами, комнатой отдыха и процедурным кабинетом, в котором живут пациенты, дом медсестры, а также ряд технических построек: небольшая часовня, колодец, туалет, беседка для курения, парники и стайка.

## Интересные факты
Во время советско-японской войны в Приморье был сбит японский самолёт-шпион. Трое членов его экипажа были на месте расстреляны, а четвёртый — лётчик Ямако Кунио, был взят в плен. В течение восьми лет его держали в одиночной тюремной камере, после чего он был переведён в дом инвалидов в деревне Пуляева в Тайшетском районе. Через некоторое время его перевели в психиатрическую больницу «Сосновый бор», где женился на страдающей эпилепсией Людмиле Белозерцевой. В больнице он работал парикмахером. В Японии Ямако Кунио считали погибшим. После окончания советско-японской войны СССР выдавал Японии пленных, однако Ямако отказался возвращаться на родину, сказав об этом так: 

Я должен был умереть, значит, я умер для своей страны. И мне там делать нечего
. Ямако Кунио умер в 1983 году.

## Население
На 2005 год в Баканае проживали 36 человек (20 мужчин и 16 женщин).